# Laureata... e adesso?
Laureata... e adesso? (Post Grad) è un film del 2009 diretto da Vicky Jenson e scritto da Kelly Fremon Craig, con protagonista Alexis Bledel.

## Trama
Ryden Malby aveva un piano: prendere ottimi voti al liceo per ottenere una borsa di studio per il college, bere poco alle feste per mantenere tale borsa di studio e, più di tutto, ottenere un posto di lavoro alla più importante casa editrice di Los Angeles. Ora che si è laureata, ha un colloquio alla Happerman & Browning e ha trovato la casa dei suoi sogni: tutto sembra andare per il verso giusto. Ma da quando la sua macchina viene tamponata, il lavoro viene dato alla sua più grande nemica, Jessica Bard, e Ryden è costretta a tornare a vivere con la sua eccentrica ed invadente famiglia: tutto sembra precipitare. La neolaureata sarà così costretta a destreggiarsi tra la ricerca di un impiego, un affascinante vicino e i sentimenti del suo unico punto di riferimento: il suo migliore amico Adam.

## Produzione
Inizialmente per il ruolo della protagonista era stata scelta Amanda Bynes, poi sostituita da Alexis Bledel prima dell'inizio delle riprese.
I titoli di lavorazione del film sono stati Ticket to Ride e The Post-Grad Survival Guide.

## Distribuzione
Il film è stato distribuito nelle sale cinematografiche statunitensi da 20th Century Fox a partire dal 21 agosto 2009. In Italia, è stato distribuito a partire dal 9 luglio 2010.

## Accoglienza

### Incassi
Il film è stato un flop al botteghino, incassando 6,4 milioni di dollari in tutto il mondo.

### Critica
Sul sito aggregatore di recensioni Rotten Tomatoes, il film ha una percentuale di gradimento da parte della critica dell'8%, basata su 99 recensioni, con una media del 3,6. Su Metacritic ha un punteggio di 35 su 100, basato su 25 recensioni da parte della critica, ad indicare «pareri tendenzialmente sfavorevoli».
Uno dei pochi critici a promuovere la pellicola è stato Roger Ebert del Chicago Sun-Times, che le ha assegnato un punteggio di tre stelle su quattro, scrivendo che «se siete cinici o disincantati, non vi piacerà. Per quanto mi riguarda, è da parecchio tempo che non mi ritrovavo a pensare quanto non mi sarebbe dispiaciuto vederne un seguito».